# جورج سمول
جورج سمول (بالإنجليزية: George Small)‏ هو لاعب كرة قدم أمريكية أمريكي، ولد في 18 نوفمبر 1956 في شريفبورت في الولايات المتحدة.

## وصلات خارجية
- جورج سمول على موقع مرجع كرة القدم المحترفة.كوم (الإنجليزية)